# Ehescheidung (Namibia)
Im Recht Namibias kann eine Ehe durch Ehescheidung aufgelöst werden. Die Grundlagen dafür basieren auf südafrikanischen Gesetzgebungen, auf Grundlage des Roman-Dutch Law, aus den Jahren 1935, 1939 und 1955.
Bereits 2004 machte die Law Reform and Development Commission of Namibia (LRDC) Vorschläge zur Überarbeitung des Gesetzes. Diese sollte erstmals 2019 als Gesetzesvorschlag der Nationalversammlung vorgelegt werden.
Dem bisherigen Gesetz nach ist eine Ehescheidung nur nach dem Schuldprinzip möglich. Die Reform will eine Ehescheidung, so wie in vielen westlichen Staaten, ohne Angabe von Gründen gemäß dem Zerrüttungsprinzip erlauben. Dies würde vor allem die Kosten einer solchen Scheidung, die bisher stets eines Rechtsanwaltes und einer Gerichtsverhandlung bedarf, deutlich senken. Die Reform wurde mit dem Dissolution of Marriages Act im Jahr 2024 umgesetzt.